# Type (유닉스)
type은 유닉스와 유닉스 계열 운영 체제에서 매개변수가 명령어 이름으로 사용되는 경우 어떻게 해석되는지를 설명하는 명령어이다.

## 기능
해당되는 경우 type은 명령어 이름의 경로를 표시한다. 가능한 명령어 타입은 다음과 같다:
- 셸 내장 명령
- 함수
- alias
- 해시된 명령어
- 키워드

명령어 이름을 찾을 수 없는 경우 0이 아닌 종료 상태를 반환한다.

### 예시
```
$ 
type
 
test

test is a shell builtin

$ 
type
 
cp

cp is /bin/cp

$ 
type
 
unknown

unknown not found

$ 
type
 
type

type is a shell builtin

```

## 같이 보기
- 유닉스 명령어 목록